# セルゲイ・ブリリョフ
セルゲイ・ボリーソヴィチ・ブリリョフ（ロシア語: Сергей Борисович Брилёв）はロシア連邦のジャーナリスト。国民的人気番組を多数率いてきた。
グローバルエネルギー協会の会長（2020年2月3日以降）    、 外交および防衛政策評議会の幹部会員、ベーリングベリングスハウゼン研究所（モンテビデオ、ウルグアイ）の共同創設者および会長 、ロシアテレビアカデミーのメンバー （2006年以降）、 ロシア連邦国防省の元公会議メンバー 。

## 人物
国営テレビ局「チャンネル1」の副局長であり、米国の研究を行うべリンガ・ベリンスガウゼン研究所の所長を兼務。2018年9月、ウラジオストクにおける東方経済フォーラムでは、ロシアのプーチン大統領、中国の習近平総書記、モンゴルのハルトマーギーン・バトトルガ大統領、日本の安倍晋三首相、韓国の李洛淵首相の集う全体会議で司会を務めた。 1972年6月24日キューバ出身。家族は妻と娘が一人。幼少期、青年時代をモスクワ、エクアドル、ウルグアイ等で過ごし、英語とスペイン語が堪能。1988年に人気番組にてテレビ初出演。1995年にモスクワ国際関係大学のジャーナリスト学部卒業。新聞「コムソモリスカヤ・プラウダ」で経験を積む。また、1995年より「チャンネル1」勤務。 主な活動分野の1つは、大統領、首相、外相等との独占インタビュー。政府や議会を批判することはあるが、プーチン大統領の批判は行わないスタイル。  

## ノート
1. ↑  “Участники встречи с руководством и членами коллектива Всероссийской государственной телевизионной и радиовещательной компании (ВГТРК)” (ロシア語). Президент России 2018年11月27日閲覧。
2. ↑  “Советский фактор в политике малых стран Латинской Америки в канун и во время Второй мировой войны”.   mgimo.ru. 2018年12月21日閲覧。
3. ↑  “Сергей Брилёв возглавил ассоциацию «Глобальная энергия»” (ロシア語).   Российская газета. 2020年2月5日閲覧。
4. ↑  “Сергей Брилёв возглавил «Глобальную энергию»” (ロシア語).   vesti.ru. 2020年2月5日閲覧。
5. ↑  “Сергей Брилёв возглавил ассоциацию «Глобальная энергия»” (ロシア語).  ТАСС. 2020年2月5日閲覧。
6. ↑  “Ibba”.   www.ibbamericas.com. 2018年6月8日閲覧。
7. ↑  “Позиция: активный участник, а не «говорящая голова»”.  Независимая газета (2008年2月15日). 2020年9月4日閲覧。
8. ↑  “Брилёва исключили из общественного совета при Минобороны”.   РБК. 2019年3月16日閲覧。

## 刊行物
- Брилёв С. Б.  第二次世界大戦で忘れられた同盟国。   - M：。OlmaMediaGroup、2012。   -712  から。   -ISBN 978-5-373-04750-0 。
- Брилёв С. Б.  フィデル。フットボール。フォークランド。   - M：ゼブラ-E、2008。。   -272  から。   -（時代の兆候）。   -ISBN 978-5-94663-590-5 。
- ブリレフS. Ｂ． そしてバーナードオコナーインテリジェンス：「違法」その逆。 -ISBN 978-5-17-111386-5
- 「南米の小さな第二次世界大戦」（2013）
- 「国は破片です。ソ連とウルグアイの関係の休憩80周年まで（ "2016）
- 「世界中の燃えるような。初のソビエト周航75周年へ」（2017）
- 「違法者はその逆です。」インテリジェンスサービス。ガールズ」（2018）